# Mulagumudu
Mulagumudu (o Mulagumoodu) è una suddivisione dell'India, classificata come town panchayat, di 18.061 abitanti, situata nel distretto di Kanyakumari, nello stato federato del Tamil Nadu. In base al numero di abitanti la città rientra nella classe IV (da 10.000 a 19.999 persone).

## Geografia fisica
La città è situata a 08° 16' 05 N e 77° 17' 47 E.

## Società

### Evoluzione demografica
Al censimento del 2001 la popolazione di Mulagumudu assommava a 18.061 persone, delle quali 8.746 maschi e 9.315 femmine. I bambini di età inferiore o uguale ai sei anni assommavano a 1.755, dei quali 860 maschi e 895 femmine. Infine, coloro che erano in grado di saper almeno leggere e scrivere erano 14.747, dei quali 7.301 maschi e 7.446 femmine.